# Louis du Pan Mallet
Sir Louis du Pan Mallet, GCMG, CB, PC  (* 10. Juli 1864; † 8. August 1936) war ein britischer Diplomat, der unter anderem von 1907 bis 1913 Assistierender Unterstaatssekretär im Außenministerium (Foreign Office) sowie zuletzt zwischen 1913 und 1914 Botschafter im Osmanischen Reich war.

## Leben
Louis du Pan Mallet war ein Sohn des Regierungsbeamten Sir Louis Mallet, CB, PC (1823–1890), der zwischen 1874 und 1883 Ständiger Unterstaatssekretär im Indienministerium (Permanent Under-Secretary of State for India) war, und dessen Ehefrau Frances Helen Pellew († 1917). Zu seinen Brüdern gehörte Sir Bernard Mallet, KCB (1859–1932), der unter anderem von 1916 bis 1918 Präsident der Royal Statistical Society war. Er selbst absolvierte nach dem Besuch des Clifton College ein Studium am Balliol College der University of Oxford. Am 21. Juni 1888 wurde er durch die Kommission für den öffentlichen Dienst (Civil Service Commission) als Verwaltungsangestellter im Außenministerium (Foreign Office) eingestellt und wurde nach seiner Zulassung für den Diplomatischen Dienst (Diplomatic Service) des Außenministeriums am 1. Dezember 1893 zunächst kommissarischer Dritter Sekretär (Third Secretary).
Mallet war zwischen 1905 und 1907 Privatsekretär des Außenministers Edward Grey und wurde am 9. November 1905 zum Companion des Order of the Bath (CB) ernannt. Während der weiteren Amtszeit von Edward Grey war er zwischen 1907 und 1913 als Assistierender Unterstaatssekretär des Außenministeriums (Assistant Under-Secretary for Foreign Affairs) und damit einer der engsten Mitarbeiter des Außenministers. Während dieser Verwendung wurde er für seine Verdienste zum 14. Juni 1912 als Knight Commander des Order of St Michael and St George (KCMG) nobilitiert, wodurch er fortan den Namenszusatz „Sir“ führte. 1913 wurde er Nachfolger von Sir Gerard Lowther Botschafter im Osmanischen Reich ernannt. Er hatte dieses diplomatische Amt bis zum Abbruch der diplomatischen Beziehungen bei Beginn des Ersten Weltkrieges 1914 inne. Zugleich wurde er am 12. August 1913 zum Mitglied des Geheimen Kronrates (Privy Council) ernannt. Für seine langjährigen Verdienste wurde er außerdem zum 1. Januar 1915 zum Knight Grand Cross des Order of St Michael and St George (GCMG) erhoben.